# Hiroyuki Komoto
Hiroyuki Komoto (jap. 河本 裕之 Komoto Hiroyuki; ur. 4 września 1985) – japoński piłkarz występujący na pozycji obrońcy. Obecnie występuje w Omiya Ardija.

## Kariera klubowa
Od 2004 roku występował w klubach Vissel Kobe i Omiya Ardija.